# TSV Ludwigsburg
Der TSV Ludwigsburg ist ein Sportverein aus Ludwigsburg. Der 1907 gegründete Verein hat acht Abteilungen (Freizeit, Fußball Frauen, Fußball Herren, Hockey, Karate, Schwimmen, Kinder / Gerätturnen) mit insgesamt rund 1200 Mitgliedern. Die erfolgreichsten Abteilungen des Vereins sind Schwimmen (mit einer Junioren-Europameisterin), Frauenfußball und Hockey, die beide bereits in den jeweiligen Bundesligen spielten.

## Frauenfußball

### Geschichte
Die Frauenfußballmannschaft des TSV Ludwigsburg wurde 1978 gegründet. 1984 wurde die Mannschaft Meister der Kreisliga, 1985 folgte die Bezirksligameisterschaft und der Aufstieg in die württembergische Verbandsliga, der damals höchsten Spielklasse im Frauenfußball.
Als Württembergischer Meister konnte man sich 1991 für die ein Jahr zuvor geschaffene Fußball-Bundesliga der Frauen qualifizieren. Nach dem Abstieg aus der Bundesliga im Jahr 1993 spielten die Damen des TSV Ludwigsburg wieder in der Verbandsliga. 1996 nahm der Verein an der Aufstiegsrunde zur Frauen-Bundesliga teil und qualifizierte sich für die neugegründet Oberliga Baden-Württemberg. Von 1996 bis 2011 trat der Verein in der Oberliga Baden-Württemberg an. Em Ende der Spielzeit 2010/11 stieg die Mannschaft knapp in die Verbandsliga Württemberg ab. Nach dem Abstieg aus der Verbandsliga nach der Spielzeit 2012/13 folgte der freiwillig Rückzug in die Bezirksliga. 2013/14 gelang der Aufstieg als Meister in der Regionenliga, der man auch 2015/16 angehört. Die Regionenliga liegt auf Level 7 unterhalb von Verbands- und Landesliga.

### Erfolge
- Bundesliga 1991–1993
- Württembergischer Meister 1991, 1997
- WFV-Pokalsieger 1988, 1996, 2009
- WFV-Hallenmeister 1986, 1989, 1995, 2001, 2005

## Hockey

### Geschichte
Die Hockeyabteilung geht auf die am 30. Oktober 1953 gegründete Hockey-Gemeinschaft Blau-Gelb Ludwigsburg zurück, die sich infolge von Platzschwierigkeiten und anderen widrigen Umständen am 1. Januar 1954 dem TSV Ludwigsburg anschloss. Den größten sportlichen Erfolg erreichten die Damen in der Feldsaison 1988, als ihnen der Aufstieg in die höchste deutsche Spielklasse gelang und im Jahr 1989 in der Bundesliga Hockey spielten.

### Erfolge
- Damenfeldhockey-Bundesliga 1989
- Knaben B Pokalsieger HBW 2008 (Halle)

## Bekannte Sportler
- Vanessa Grimberg, Schwimm-Europameisterin 2009